# Bahnhof Celle
Der Bahnhof Celle ist ein Nah- und Fernverkehrsbahnhof in Celle und wurde ursprünglich am 9. Oktober 1845 eröffnet.
Im Regionalverkehr verbinden Züge der Metronom Eisenbahngesellschaft Celle mit Hamburg und Uelzen sowie Hannover und Göttingen. Celle ist Endbahnhof der Linien S6 und S7 der S-Bahn Hannover. Außerdem verkehren und halten am Bahnhof Intercity- und ICE-Züge zwischen Hannover und Hamburg.

## Geschichte
Am 15. Oktober 1845 erhielt Celle den ersten Eisenbahnanschluss. Die Strecke begann in Lehrte, von wo aus Hannover und Braunschweig erreicht werden konnten. Am 1. Mai 1847 wurde die Weiterführung nach Harburg eröffnet. Das erste Bahnhofsgebäude wurde nach einem Entwurf von Conrad Wilhelm Hase gebaut.
1905 wurde die Bahnstrecke Celle–Wahnebergen fertiggestellt, 1913 die Bahnstrecke Gifhorn Stadt–Celle.
Am 1. September 1920 war die Bahnstrecke Celle–Braunschweig bis Uetze befahrbar, 1923 die ganze Strecke bis Braunschweig.
Zwischen 1916 und 1919 wurde ein neues Bahnhofsgebäude errichtet.
Am 15. Mai 1938 wurde die schon 1913 begonnene Bahnstrecke nach Langenhagen eröffnet, über die seitdem ein großer Teil des Fernverkehrs nach Hannover läuft.
1966 wurde der Personenverkehr nach Verden eingestellt, der Güterverkehr sukzessive, bis 2005 war noch der Flugplatz in Wietzenbruch auf der Schiene erreichbar. Der Personenverkehr Richtung Braunschweig endete 1971, der letzte Abschnitt bis Nienhagen wurde 1990 im Güterverkehr eingestellt. 1981 endete der Personenverkehr nach Gifhorn, der Güterverkehr war bis 1993 noch bis Müden-Dieckhorst möglich.
2019 erhielten die Bahnsteige Aufzüge, 2012 bis 2015 wurden Bahnhofsgebäude und Bahnsteige erneuert, dabei erhielten die Bahnsteige neue Dächer. Der Bahnhof wurde zu einem „Lichtkunstbahnhof“ umgestaltet.
Im Dezember 2020 wurde das DB-Reisezentrum im Bahnhof geschlossen und dafür ein Servicezentrum der metronom Eisenbahngesellschaft eröffnet, das den Fahrkartenverkauf übernahm.

## Anlagen
Der Bahnhof hat drei teilweise überdachte Mittelbahnsteige mit den Gleisen 2 bis 7, die barrierefrei über einen Tunnel erreichbar sind. Gleis 5 (Nord) und Gleis 6 (Süd) bedienen Fern- und Nahverkehrszüge und werden für Zugdurchfahrten im Güter- und Personenfernverkehr genutzt. Gleise 4 und 7 werden hauptsächlich als Ausweichgleise verwendet. Gleise 4, 5 und 6 weisen die erforderliche Länge für ICE 1 und 4 auf. ICE-T und ICE-L können zusätzlich auch auf Gleis 7 verkehren. Gleis 2 ist nur einseitig (nach Süden) angeschlossen. Am Gleis 1 gibt es noch einen kurzen Bahnsteig, er dient aber nur dem Zugang zu dem südlich angelegten Parkhaus. Der Bahnsteig an Gleis 8 für die Allertalbahn ist abgetragen. Südlich des Personenbahnhofes liegt der Güterbahnhof, dort war südlich der Wiesenstraße das Bahnbetriebswerk. Heute ist dort ein Betrieb für Wageninstandsetzung angesiedelt.
Im dritten Gutachterentwurf des Deutschlandtakts ist vorgesehen, parallele Fahrmöglichkeiten durch zusätzliche Weichenverbindungen für die S-Bahn Richtung Lehrte und den Schienengüterverkehr Richtung Hamburg herzustellen. Dafür sind, zum Preisstand von 2015, Investitionen von 4 Millionen Euro vorgesehen.

## Betrieb
Im Personenverkehr wird der Bahnhof von Linien im Nah- und Fernverkehr bedient.

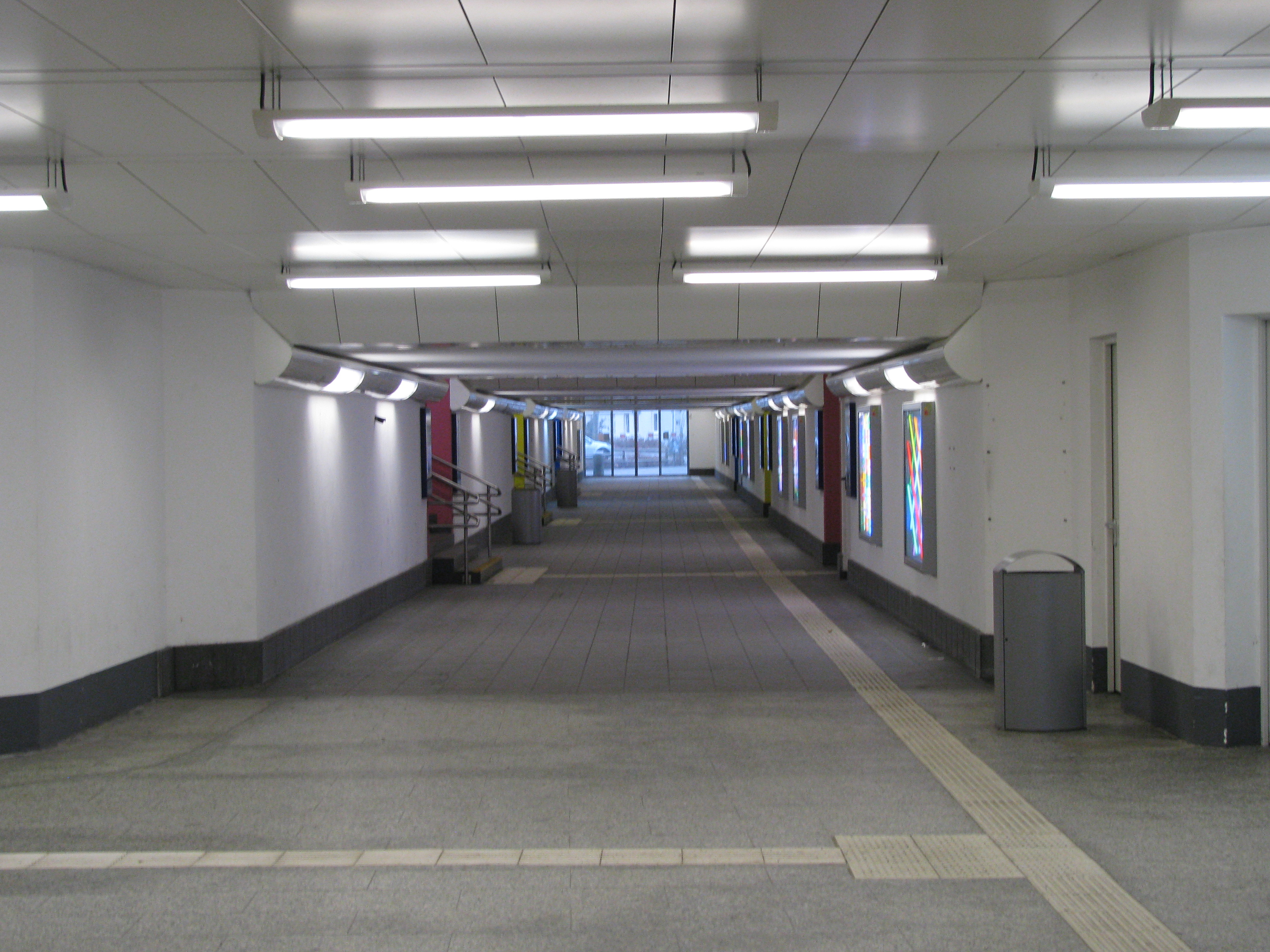
Zugang zu den Gleisen Richtung Westausgang

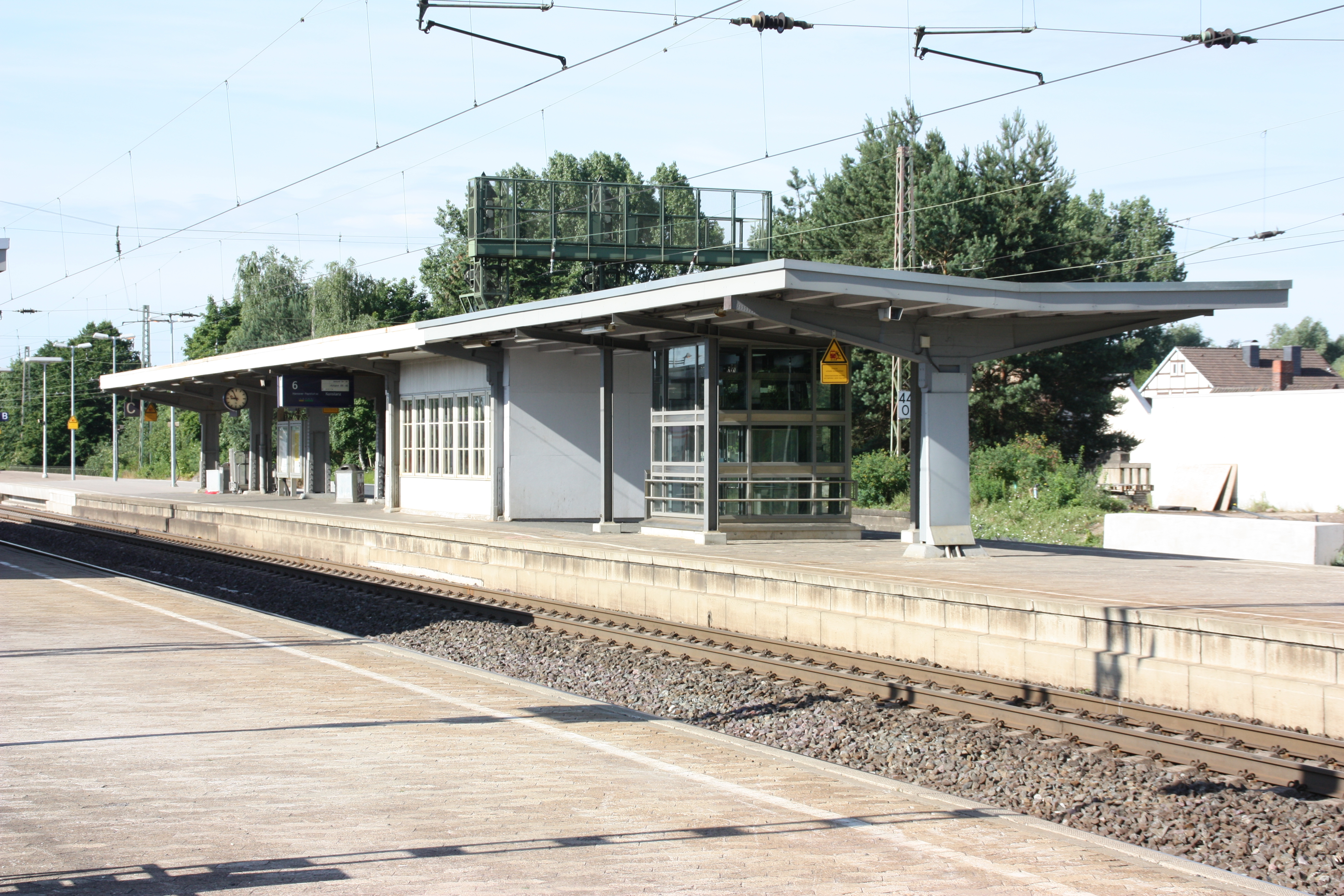
Bahnsteig 6/7 vor dem Umbau zum „Lichtkunst-Bahnhof“ vom Bahnsteig 4/5 aus

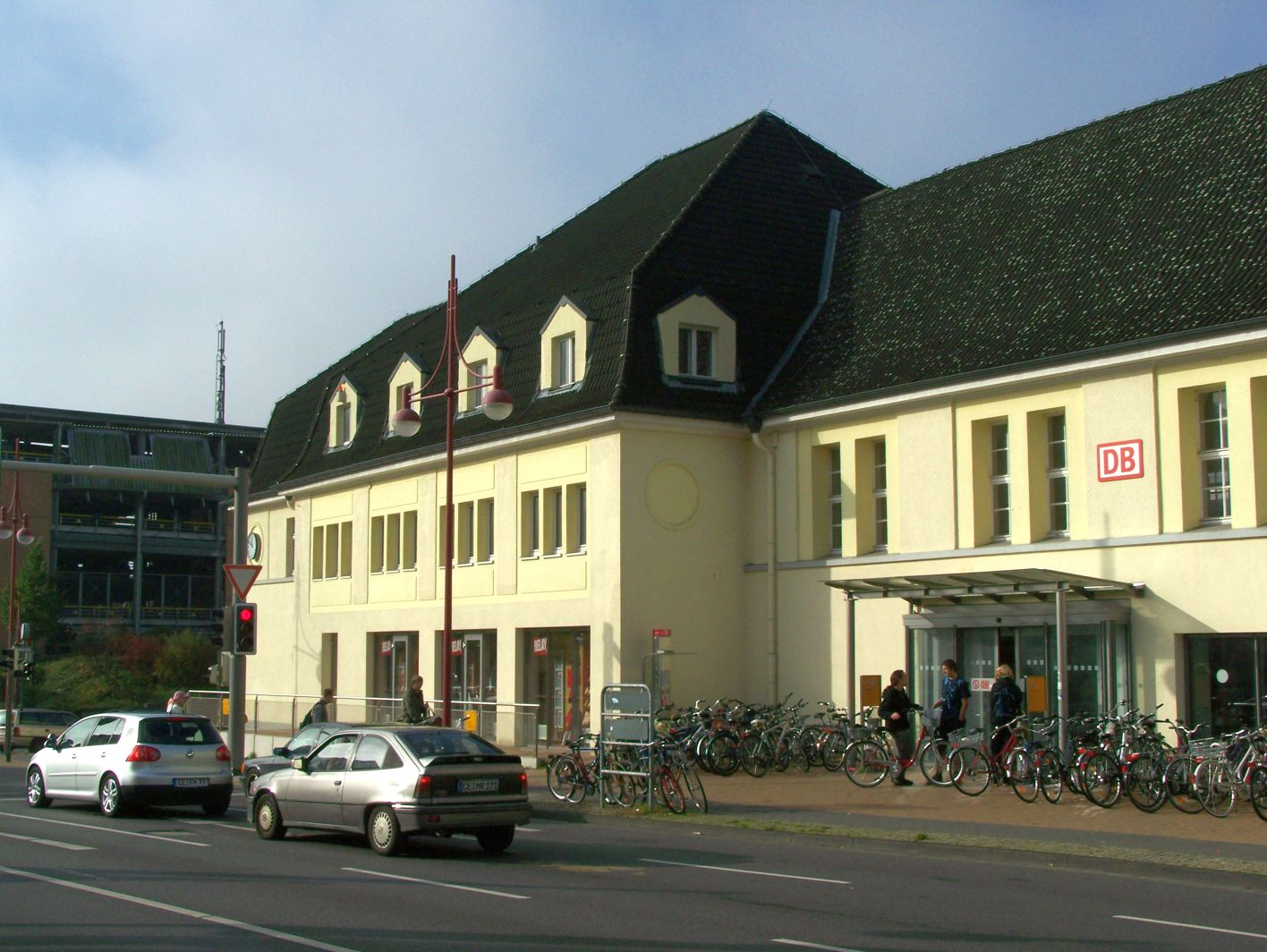
Bahnhof Straßenseite 2008

| Linie  | Zuglauf | Zuglauf | Takt                 | Eisenbahn-verkehrsunternehmen | Fahrzeugmaterial |
| ------ | --- | --- | -------------------- | ----------------------------- | ---------------- |
| ICE 11 | München – München-Pasing – Augsburg – Günzburg – Ulm – Stuttgart – Mannheim – Frankfurt – Hanau – Fulda – Bad Hersfeld – Göttingen – Hannover – Celle – Uelzen – Lüneburg – Hamburg-Harburg – Hamburg – Hamburg-Altona | München – München-Pasing – Augsburg – Günzburg – Ulm – Stuttgart – Mannheim – Frankfurt – Hanau – Fulda – Bad Hersfeld – Göttingen – Hannover – Celle – Uelzen – Lüneburg – Hamburg-Harburg – Hamburg – Hamburg-Altona | einzelne Züge nachts | DB Fernverkehr AG             | ICE 4            |
| ICE 12 | Hamburg – Hamburg-Harburg – Lüneburg – Uelzen – Celle – Hannover – Göttingen – Kassel-Wilhelmshöhe – Fulda – Hanau – Frankfurt – Mannheim – Karlsruhe – Offenburg – Freiburg – Basel Bad – Basel SBB – Liestal – Olten – Bern – Thun – Spiez – Interlaken West – Interlaken Ost | Hamburg – Hamburg-Harburg – Lüneburg – Uelzen – Celle – Hannover – Göttingen – Kassel-Wilhelmshöhe – Fulda – Hanau – Frankfurt – Mannheim – Karlsruhe – Offenburg – Freiburg – Basel Bad – Basel SBB – Liestal – Olten – Bern – Thun – Spiez – Interlaken West – Interlaken Ost | einzelne Züge        | DB Fernverkehr AG             | ICE 2            |
| ICE 24 | Hamburg-Altona – Hamburg Dammtor – Hamburg – Hamburg-Harburg – Lüneburg – Bad Bevensen – Uelzen – Celle – Langenhagen – Hannover – Göttingen – Kassel-Wilhelmshöhe – Fulda – Würzburg – Steinach – Ansbach – Gunzenhausen – Treuchtlingen – Donauwörth – Augsburg – München-Pasing – München – Rosenheim – Brannenburg – Oberaudorf – Kiefersfelden – Kufstein – Wörgl (– Jenbach – Innsbruck)/(Hopfgarten – Westendorf – Brixen – Kirchberg – Kitzbühel – St. Johann – Fieberbrunn – Hochfilzen – Saalfelden – Zell am See – Schwarzach-St. Veit) | Hamburg-Altona – Hamburg Dammtor – Hamburg – Hamburg-Harburg – Lüneburg – Bad Bevensen – Uelzen – Celle – Langenhagen – Hannover – Göttingen – Kassel-Wilhelmshöhe – Fulda – Würzburg – Steinach – Ansbach – Gunzenhausen – Treuchtlingen – Donauwörth – Augsburg – München-Pasing – München – Rosenheim – Brannenburg – Oberaudorf – Kiefersfelden – Kufstein – Wörgl (– Jenbach – Innsbruck)/(Hopfgarten – Westendorf – Brixen – Kirchberg – Kitzbühel – St. Johann – Fieberbrunn – Hochfilzen – Saalfelden – Zell am See – Schwarzach-St. Veit) | zweistündlich        | DB Fernverkehr AG             | ICE T            |
| ICE 25 | Binz – Bergen – Stralsund – Velgast – Ribnitz-Damgarten West – Rostock – Bützow – Bad Kleinen – Schwerin – | Hamburg – Hamburg-Harburg – Lüneburg – Bad Bevensen – Uelzen – Celle – Hannover – Göttingen – Eichenberg – Kassel-Wilhelmshöhe – Wabern – Treysa – Marburg – Gießen – Friedberg – Frankfurt West – Frankfurt – Darmstadt – Bensheim – Weinheim – Heidelberg – Wiesloch-Walldorf – Bruchsal – Karlsruhe | zweistündlich        | DB Fernverkehr AG             | ICE T            |
| ICE 25 | Hamburg-Altona – Hamburg Dammtor – | Hamburg – Hamburg-Harburg – Lüneburg – Bad Bevensen – Uelzen – Celle – Hannover – Göttingen – Eichenberg – Kassel-Wilhelmshöhe – Wabern – Treysa – Marburg – Gießen – Friedberg – Frankfurt West – Frankfurt – Darmstadt – Bensheim – Weinheim – Heidelberg – Wiesloch-Walldorf – Bruchsal – Karlsruhe | zweistündlich        | DB Fernverkehr AG             | ICE T            |
| IC 24  | Hamburg-Altona – Hamburg Dammtor – Hamburg – Hamburg-Harburg – Lüneburg – Uelzen – Celle – Langenhagen – Hannover – Göttingen – Kassel-Wilhelmshöhe – Fulda – Würzburg – Steinach – Ansbach – Gunzenhausen – Treuchtlingen – Donauwörth – Augsburg – München Ost – Rosenheim – Bad Endorf – Prien – Übersee – Traunstein – Freilassing – Ainring – Hammerau – Piding – Bad Reichenhall – Bad Reichenhall-Kirchberg – Bayerisch Gmain – Bischofswiesen – Berchtesgaden                                                                              | Hamburg-Altona – Hamburg Dammtor – Hamburg – Hamburg-Harburg – Lüneburg – Uelzen – Celle – Langenhagen – Hannover – Göttingen – Kassel-Wilhelmshöhe – Fulda – Würzburg – Steinach – Ansbach – Gunzenhausen – Treuchtlingen – Donauwörth – Augsburg – München Ost – Rosenheim – Bad Endorf – Prien – Übersee – Traunstein – Freilassing – Ainring – Hammerau – Piding – Bad Reichenhall – Bad Reichenhall-Kirchberg – Bayerisch Gmain – Bischofswiesen – Berchtesgaden                                                                              | einzelne Züge        | DB Fernverkehr AG             | IC               |
| IC 25  | Westerland – Niebüll – Husum – Heide – Itzehoe – Hamburg – Hamburg-Harburg – Lüneburg – Uelzen – Celle – Langenhagen – Hannover – Göttingen – Eichenberg – Kassel-Wilhelmshöhe – Wabern – Treysa – Marburg – Gießen – Friedberg – Frankfurt West – Frankfurt – Darmstadt – Bensheim – Weinheim – Heidelberg – Wiesloch-Walldorf – Bruchsal – Karlsruhe | Westerland – Niebüll – Husum – Heide – Itzehoe – Hamburg – Hamburg-Harburg – Lüneburg – Uelzen – Celle – Langenhagen – Hannover – Göttingen – Eichenberg – Kassel-Wilhelmshöhe – Wabern – Treysa – Marburg – Gießen – Friedberg – Frankfurt West – Frankfurt – Darmstadt – Bensheim – Weinheim – Heidelberg – Wiesloch-Walldorf – Bruchsal – Karlsruhe | einzelne Züge        | DB Fernverkehr AG             | IC               |

Im Regional- und Nahverkehr wird Celle von den Linien RE 2 und RE 3 bedient. Außerdem beginnen bzw. enden die Linien S 6 und S 7 der S-Bahn Hannover in Celle.
Zusätzlich gibt es einzelne Verbindungen der ICE-Linien 11, 12 und 25, die in Tagesrandlage in Celle halten. Einige von ihnen bieten Direktverbindungen nach Stuttgart, München und Berlin.
| Linie                   | Verlauf | Takt                                                                                  | Betreiber         |
| ----------------------- | --- | ------------------------------------------------------------------------------------- | ----------------- |
| RE 2                    | Uelzen – Suderburg – Unterlüß – Eschede – Celle – Großburgwedel – Isernhagen – Langenhagen Mitte – Hannover Hauptbahnhof – Sarstedt – Nordstemmen – Elze (Han) – Banteln – Alfeld (Leine) – Freden (Leine) – Kreiensen – Einbeck-Salzderhelden – Northeim (Han) – Nörten-Hardenberg – Göttingen | 120 min / mit den RE 3 zum 60-Minuten-Takt (Ab Hannover Hbf stündlich nach Göttingen) | metronom          |
| RE3                     | Hamburg Hauptbahnhof – Hamburg-Harburg – Winsen – Lüneburg – Bienenbüttel – Bad Bevensen – Uelzen – Suderburg – Unterlüß – Eschede – Celle – Großburgwedel – Isernhagen – Langenhagen Mitte – Hannover                                                                                          | 120 min / mit den RE 2 zum 60-Minuten-Takt                                            | metronom          |
| S 6                     | Celle – Ehlershausen – Otze – Burgdorf (Han) – Aligse – Hannover Karl-Wiechert-Allee – Hannover Hbf Stand: Fahrplanwechsel Dezember 2021 | 60 min                                                                                | Transdev Hannover |
| S 7                     | Celle – Ehlershausen – Otze – Burgdorf (Han) – Aligse – Lehrte – Ahlten – Hannover-Anderten-Misburg – Hannover Karl-Wiechert-Allee – Hannover-Kleefeld – Hannover Hbf Stand: Fahrplanwechsel Dezember 2021                                                                                      | 60 min                                                                                | Transdev Hannover |
| Stand 15. Dezember 2024 | |                                                                                       |                   |

## Celle Nord

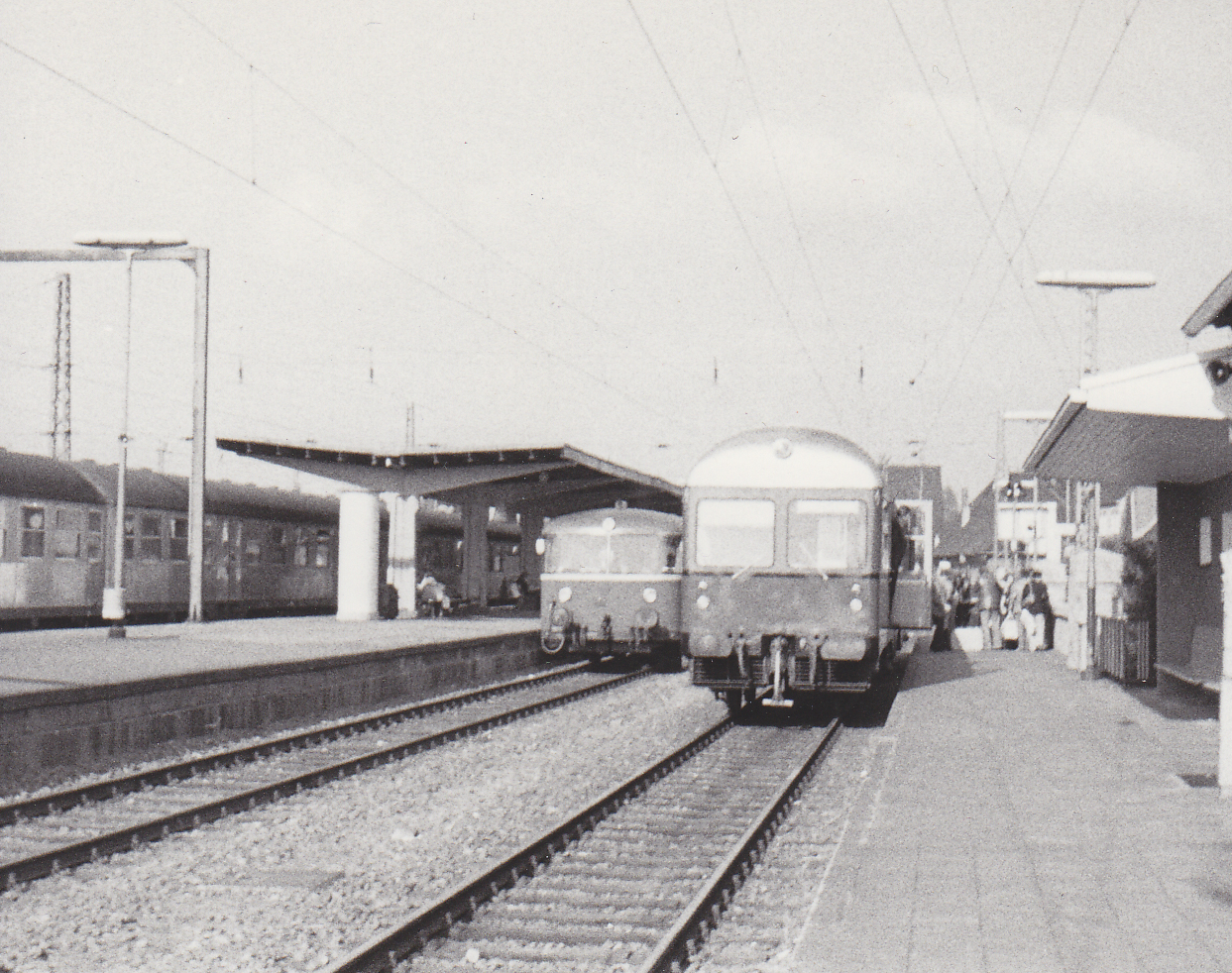
Bahnhof 1975, rechts am Gleis 1 ein Triebwagen der OHE

Nördlich der Aller, die den Bahnhof im Norden begrenzt, liegt östlich der Strecke der Bahnhof Celle Nord der Osthannoverschen Eisenbahnen (OHE). Er wurde 1904 für die Kleinbahn Celle–Wittingen eröffnet, er wurde dann auch zum Endpunkt der bereits bestehenden Kleinbahn Celle-Soltau, Celle-Munster. Ab 1959 wurden die Personenzüge bis in den Bahnhof Celle geführt, vorher mussten die Passagiere den Weg zwischen den beiden Bahnhöfen zu Fuß machen. Dafür gab es einen eigenen Fußgängersteg über die Aller. 1976 wurde der OHE-Personenverkehr ab Celle eingestellt. Am Bahnhof Celle Nord gibt es ein Empfangsgebäude, das heute Sitz der Verwaltung ist, drei Bahnsteigkanten waren vorhanden und wurden nach Einführung der Züge in den Bahnhof Celle rückgebaut. Es gab eine Güterabfertigung, Werkstätten und einen Ringlokschuppen mit 13 Ständen. Der Ringlokschuppen ist noch erhalten.
Auf dem Gelände wurde von 2023 bis 2025 eine Werkstatt für die S-Bahn Hannover errichtet.